# Lakhimpur Kheri (huyện)
Huyện Lakhimpur Kheri là một huyện thuộc bang Uttar Pradesh, Ấn Độ. Thủ phủ huyện Lakhimpur Kheri đóng ở Kheri. Huyện Lakhimpur Kheri có diện tích 7680 ki lô mét vuông. Đến thời điểm năm 2001, huyện Lakhimpur Kheri có dân số 3200137 người.